# HD 93083 b
HD 93083 b, eller Melquíades, är en  exoplanet som kretsar kring stjärnan HD 93083 i Luftpumpens stjärnbild. Den upptäcktes 2005 och har en massa av ungefär 0,37 MJ. Den kretsar runt en stjärna  som är av spektralklass K3V med en omloppstid av ungefär 144 dygn.

## Namngivning
Vid upptäckten fick exoplaneten designationen HD 93083 b enligt den standard som tillämpas. I juli 2014 utlyste Internationella astronomiska unionen en namngivning för exoplaneter och deras värdstjärnor. Namngivningen omfattande en offentlig omröstning om de nya namnen där alla var välkomna att delta. I december 2015 kungjordes resultatet, och exoplaneten fick egennamnet Melquíades, som är en karaktär i Gabriel García Márquez roman Hundra år av ensamhet, samtidigt som värdstjärnan fick namnet Macondo efter en stad i samma roman.